# UAE Team Emirates
UAE Team Emirates (UAD), är ett italienskt cykelstall som tillhör UCI World Tour. 
År 2009 hette stallet Lampre-N.G.C., innan dess bland annat Lampre-Fondital (2006-2007), Lampre Caffita (2005), Lampre-Daikin och bara Lampre. Inför den första ProTour-säsongen valde Lampre Caffita och Saeco att bilda ett lag tillsammans och tog namnet Lampre-Saeco. Huvudsponsorn Lampre gör stål för hyllor, möbler, tvättmaskiner och hissdörrar. Företaget sponsrade ett cykelstall i början av 90-talet men drog sig sedan ur. 1991 blev de delsponsor till Colnago-Lampre, men till året därpå blev de huvudsponsor och stallet kom då i stället att kallas Lampre-Colnago. Italienaren Maurizio Fondriest vann Milano-Sanremo i deras stall, då Lampre-Polti-Colnago, 1993. Italienaren vann också världscupen samma år. Sponsorn slutade att sponsra stallet 1996 men stallet fortsatte existera under andra namn.
Företaget Lampre valde att återigen ta upp sponsringen på ett stall 1999, det stallet blev grunden på det italienska ProTour-stallet Lampre som numera finns i UCI ProTour. 1999 anställde stallet bland annat Oscar Camenzind, som bar den regnbågsfärgade världsmästartröjan. Under 2001 vann Lampre-Daikins cyklist Gilberto Simoni det italienska etapploppet Giro d'Italia. Simoni vann också tävlingen 2003 med Saeco. Året därpå hade han planerat att vinna igen, men blev slagen av sin unga stallkamrat Damiano Cunego som vann Giro d'Italia 2004. 
Damiano Cunego hamnade precis utanför pallen i Giro d'Italia 2006. Han slutade tredjeplats i Liege-Bastogne-Liege 2006 och vann ungdomströjan i Tour de France samma år. 
Stallet består av mestadels italienska cyklister och de kör ofta bra i Giro d'Italia.
Giuseppe Saronni, manager, var själv en känd professionell cyklist och före detta Giro d'Italia vinnare. 
Sportdirektörer är Claudio Corti and Giuseppe Martinelli.
Stallets cyklist Alessandro Ballan slutade trea i Paris-Roubaix 2006 när flera åkare före honom blev diskvalificerade. 
Daniele Bennati vann två etapper på Tour de France 2007, bland annat den sista som avslutades på Champs-Élysées i Paris. Han vann också den första etappen av Vuelta a Espana 2007.
Ett sponsorbyte ledde till att laget 2017 namnändrade till UAE Abu Dhabi, senare UAE Team Emirates.